# Pyrausta ignealis
Pyrausta ignealis is een vlinder uit de familie van de grasmotten (Crambidae). De wetenschappelijke naam van deze soort is voor het eerst voorgesteld als Noorda ignealis door George Francis Hampson in een publicatie uit 1899.
De soort komt voor op het eiland Fergusson, deel uitmakend van de D'Entrecasteaux-eilanden in Papoea-Nieuw-Guinea en in Australië (Queensland).